# Ferroina
La ferroina è un composto chimico con la formula [Fe(o-phen)3]SO4, dove o-phen sta per orto-fenantrolina, il vecchio nome della 1,10-fenantrolina, che è un chelante azotato bidentato. Il termine "ferroina" viene usato in modo inclusivo e comprende anche lo stesso ione complesso associato ad altri anioni, come ad esempio il cloruro. Si tratta di un complesso di ione ferro d6 a basso spin (qui spin 0, quindi ione diamagnetico), ed è un complesso a trasferimento di carica, qui dallo ione Fe2+ alla fenantrolina, caratteristica da cui viene il colore intenso della transizione elettronica.

## Indicatore redox
La ferroina viene usata come indicatore in chimica analitica.  La parte attiva è lo ione [Fe(o-phen)3]2+, un cromoforo rosso intenso che può essere ossidato a ferriina [Fe(o-phen)3]3+, blu intenso. La ferroina, stabile in soluzione fino a 60 °C, è adatta come indicatore in quanto il cambio di colore è rapido e molto pronunciato, oltre che reversibile. Il potenziale di questa reazione redox è di +1.06 V in H2SO4 1M, ben maggiore di quello della coppia Fe3+/Fe2+ di 0,77 V.

## Preparazione
Il solfato di ferroina, può essere preparato combinando fenantrolina con solfato ferroso in acqua.
3 o-phen + Fe2+ → [Fe(o-phen)3]2+
La geometria della molecola è di tipo ottaedrico, simmetria D3.